# 升阻比

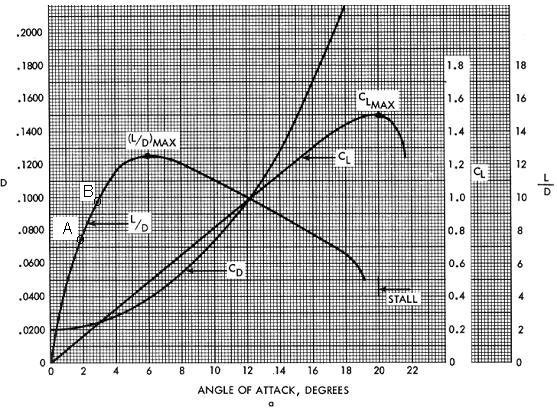
一機翼在不同攻角下，阻力係數、及升力係數及升阻比的變化

在空气动力学中，升阻比（L/D）是指飞行器在同一迎角下升力与阻力的比值。飞行器的升阻比越大，其空气动力性能越好，对飞行越有利，也會有較佳爬升性能。升阻比的公式如下
{\displaystyle L/D={L \over F_{D}}}
其中L為升力，{\displaystyle F_{D}}為阻力。
一般飛機的阻力會和升力使用相同的參考面積，也就是其翼面積，因此升阻比可簡化為升力係數及阻力係數之間的比值
{\displaystyle L/D={C_{L} \over C_{D}}}
其中{\displaystyle C_{L}}及{\displaystyle C_{D}}分別是升力係數及阻力係數。
一般此數值是在一特定空速及迎角下的升力，除以相同條件下的阻力。升阻比隨速度而變，因此所得結果一般會是不同空速下升阻比的曲線。由於阻力在高速及低速時較大，因此升阻比相對速度的圖形一般會呈現倒U字形。

## 阻力

阻力曲線

阻力主要可分為誘導阻力及寄生阻力二種。誘導阻力是指當立體的機翼產生升力時同時衍生的阻力。低速時飛機會要產生升力，需要較大的迎角，因此也會產生較大的誘導阻力。在低速時的阻力主要以誘導阻力為主，這也是低速時若速度越低，阻力越大，升阻比越小的原因。
寄生阻力是因空氣和飛機的相對運動產生的阻力，約和速度的平方成正比。因此高速時的阻力主要以寄生阻力為主，高速時若速度越高，阻力越大，升阻比越小，也是因為寄生阻力造成的影響。若減少截面積或是使飛機機身變得流線型，都可以減少寄生阻力。
阻力最低的速度可能不是升阻比最大的速度，因為該速度產生的升力可能不大，使得升阻比也較小。同樣的，升力最大的速度可能也不是升阻比最大的速度，因為該速度產生的阻力可能太大，使得升阻比也較小。最大升阻比的速度一般會在阻力最低速度及升力最大速度之間（一般會略低於最低阻力的速度）。不過在設計固定翼飛機時，一般都會讓最大升阻比的速度等於巡航速度，以提昇經濟效果。不過在設計機翼時，除了升阻比外，高迎角下的性能及避免失速時的劇烈反應也非常的重要。

## 和滑翔比的關係
由於飛機的機身及控制平面也可能會增加阻力及產生升力，以整台飛機來比較飛機升阻比會比較合理。滑翔比（glide ratio）是指一台無動力飛機前進距離和下降距離的比例，當以固定速度航行時，滑翔比和升阻比會有相同的數值。最高性能的滑翔機滑翔比可以到60比1（下降一單位距離時可以前進60單位距離），运动用滑翔機的滑翔比通常在30到50之间。在實務上，要達到滑翔機最好的滑翔比需要精準的風速控制及平穩而內斂的控制運作，以減少偏轉的控制面產生的阻力。

## 升阻比的最大值
數學上，升阻比的最大值可以用下式來估算：
{\displaystyle (L/D)_{max}={\frac {1}{2}}{\sqrt {\frac {\pi A\epsilon }{C_{D,0}}}}},
其中
A為展弦比
{\displaystyle \epsilon }為飛機的效率因數
{\displaystyle C_{D,0}}為零升力的阻力係數
升阻比的最大值不隨飛機重量及機翼面積而改變。

## 超音速或極音速下的升阻比
在速度非常高時，升阻比多半會下降。例如協和號在馬赫數2時的升阻比約為7，比波音747在馬赫數為0.85時的升阻比17要低很多。
迪特里希·屈西曼推導了一個在高馬赫數時估算升阻比的經驗公式:
{\displaystyle L/D_{max}={\frac {4(M+3)}{M}}}
其中M為馬赫數，上述估算的結果大致符合風洞測試的結果。

## 舉例
以下列出一些升阻比
| 機型       | 條件   | 升阻比 |
| ---------- | ------ | ------ |
| 環球飛行者 | 巡航   | 37     |
| U-2偵察機  | 巡航   | ~28    |
| 旅行者號   | 巡航   | 27     |
| 波音747    | 巡航   | 17     |
| 协和式客机 | M2巡航 | 7.14   |
| 塞斯納 150 | 巡航   | 7      |
| 協和號     | 進場   | 4.35   |
| 信天翁科   |        | 20     |
| 普通燕鷗   |        | 12     |
| 銀鷗       |        | 10     |
| 家麻雀     |        | 4      |

## 參照
- 推重比
- 單位推力燃料消耗量（英语：Thrust specific fuel consumption）
- 航程
- 重力阻力（英语：Gravity drag）